# Derecho de Cuba
El Derecho Cubano o Derecho de Cuba son los principios jurídicos y el orden normativo que regulan al Estado Cubano, los derechos de los ciudadanos cubanos y las relaciones jurídicas entre las personas jurídicas o naturales de nacionalidad cubana, o extranjeras que se vinculen a estas o al territorio cubano, además de la protección de los bienes jurídicos por medio de sanciones contra los actos ilícitos penales o administrativos, que son legislados y juzgados por las diferentes instituciones del Estado Cubano. 
En Cuba el órgano legislativo es la Asamblea Nacional del Poder Popular que detenta a la vez el poder supremo del Estado, siendo un órgano elegido por el voto directo de los ciudadanos cubanos con residencia permanente en Cuba. El órgano de gobierno y Administración Central del Estado, es el Consejo de Ministro, elegido por la Asamblea Nacional del Poder Popular y subordinado a esta. Los órganos judiciales son los Tribunales del Poder Popular: Supremo, Provinciales y Municipales, de los cuales son elegidos sus jueces por las Asambleas del Poder Porpular Nacional, Provincial y Municipal respectivamente.
Sin embargo, por la manera de funcionar la Asamblea Nacional (2 veces al año, en períodos muy cortos), los mayores y más frecuentes cambios legislativos los realiza el Consejo de Estado, desde Decretos-Leyes, que son disposiciones que no pueden modificar la Constitución, pero si tienen fuerza derogatoria sobre las Leyes de a Asamblea citada .    
Pertenece al llamado sistema jurídico Romano-francés y es heredero directo del Derecho Español. Aunque por razones obvias, mantiene rasgos del Derecho Socialista.   
La jerarquía jurídica de las normas cubanas va en el orden descendente siguiente: Constitución, Ley, Decreto-Ley, Decreto y Resoluciones. Esta jerarquía se entiende de lectura indirecta del texto constitucional, pues, de manera expresa, no está regulado.

## Principales normas jurídicas vigentes
- Constitución de la República de Cuba, proclamada el 10 de abril de 2019.
- Ley 59 Código Civil Cubano, 16 de julio de 1987
- Ley 7 Ley de Procedimiento Civil, Administrativo, Laboral y Económico 14 de julio de 1977
- Ley 62 Código Penal, 29 de diciembre de 1987
- Ley 5 Ley de Procedimiento Penal, 14 de julio de 1977
- Ley 1289 Código de Familia, 14 de febrero de 1975
- Ley 116 Código de Trabajo,[2] 20 de diciembre de 2013
- Ley 115 Navegación Marítima y Lacustre, 6 de julio de 2013
- Ley 113 Del Sistema Tributario, 23 de julio de 2012
- Ley 51 Del Registro de Estado Civil, 8 de julio de 1985
- Ley 48 General de la vivienda, 27 de diciembre de 1984
- Ley 109 Código de Seguridad Vial, 1 de agosto de 2010
- Ley 118 Ley de Inversión Extranjera, 29 de marzo de 2014
- Decreto-Ley 304 De la contratación económica, 1 de noviembre de 2012
- Decreto-Ley 305 De las Cooperativas no agropecuarias, 15 de noviembre de 2012
- Decreto-Ley 341 De la Letra de Cambio, el Pagaré y el Cheque, 10 de diciembre de 2016
- Decreto-Ley 250 De la Corte cubana de Arbitraje Comercial Internacional, 30 de julio de 2007
- Resolución 50 del MINCEX, "Reglamento general sobre la actividad de Importación y exportación", 3 de marzo de 2014